# Ricardo Castro Herrera
Ricardo Castro Herrera (født 7. februar 1864 i Durango - død 27. november 1907 i Mexico City, Mexico) var en mexicansk komponist og pianist.
Castro Herrera studerede komposition og klaver på National Conservatory of Music i Mexico City.
Han rejste i begyndelsen rundt som koncertpianist i Verden, men helligede sig så kompositionen.
Castro Herrera gav Master Classes i Europa på konservatorier i Brussel, Paris, Rom, Milano og Leipzig (1903-1906).
Han har komponeret to symfonier, orkesterværker, operaer og klaver stykker.
Castro Herrera komponerede i romantisk stil, og blev rektor kort før sin død,
på National Conservatory of Music i Mexico City (1906).

## Udvalgte værker
- Symfoni nr. 1 (1883) - for orkester
- Symfoni nr. 2 (1893) - for orkester
- "Atzimba" (1901) - opera
- Koncert (1904) - for klaver og cello orkester